# Сенат республики
Сенат республики (тур. Cumhuriyet Senatosu) — верхняя палата Великого национального собрания Турции. Был введён конституцией 1961 года и отменён конституцией 1982 года, хотя де-факто не действовал после государственного переворота 1980 года.

## История
В 1920 году было создано Великое национальное собрание Турции, которое заменило распущенный Османский парламент. Несмотря на то, что Османский парламент был двухпалатным, парламент Турецкой республики при создании имел лишь одну палату. Принятая в 1961 году Конституция Турции учредила верхнюю палату Великого национального собрания Турции — Сенат республики. Термин «Великое национальное собрание Турции» использовался для обозначения обеих палат. После государственного переворота 1980 года деятельность обеих палат была прервана. Принятая в 1982 году Конституция отменила Сенат.
Сенат состоял из 165 членов, 150 из них избирались в результате выборов, ещё 15 назначал президент. Также существовали так называемые «природные члены» Сената, в их число входили бывшие президенты Турции (в том числе президент республики Хатай) и 22 члена комитета, организовавшего государственный переворот 1960 года. Первый состав Сената включал в себя 188 членов.
На первых выборах в Сенат, прошедших в 1961 году, использовалась система подсчёта голосов, отличная от той, что использовалась при подсчёте голосов на выборах в нижнюю палату. На выборах нижней палаты использовался метод Д’Ондта, тогда как на выборах в Сенат действовала мажоритарная избирательная система. Результат первых выборов в Сенат был следующим (беспартийные кандидаты исключены из таблицы):
| Партия                                   | Процент голосов | Количество мест | Процент мест |
| ---------------------------------------- | --------------- | --------------- | ------------ |
| Республиканская народная партия (Турция) | 37.2 %          | 36              | 24 %         |
| Партия справедливости                    | 35.4 %          | 71              | 47 %         |
| Партия новой Турции                      | 13.9 %          | 27              | 18 %         |
| Партия националистического движения      | 13.4 %          | 16              | 11 %         |

17 апреля 1964 года, незадолго перед вторыми выборами в Сенат, система подсчёта голосов была сменена на метод Д’Ондта.
Также различался срок полномочий верхней и нижней палат парламента. Полный срок полномочий составлял шесть лет, но каждые два года переизбиралась 1/3 Сената. Первые выборы в Сенат (для всех членов) прошли 15 октября 1961 года. Затем они были распределены по третям. Последние выборы в Сенат прошли 14 октября 1979 года.